# Trubeljika
Trubeljika (boliglav, glavoboljno zelje, gugutva; lat. Cicuta),  rod ljekovitih trajnica iz porodice štitarki. Sastoji se od 4 vrste, tri iz Sjeverne Amerike, i jedna iz Holarktika Starog svijeta uključujući i Hrvatsku, vrsta otrovna trubeljika.

## Vrste
1. Cicuta bulbifera L.
2. Cicuta douglasii (DC.) J.M.Coult. & Rose
3. Cicuta maculata L.
4. Cicuta virosa L., otrovna trubeljika

## Sinonimi
- Cicutaria (Tourn.) Lam.; Fl. Franç. 3: 445 (1778)
- Keraskomion Raf.; New Fl. Am. 4: 21 (1836)